# Flora (Norge)
 For alternative betydninger, se Flora. (Se også artikler, som begynder med Flora)
Flora er en tidligere kommune i Vestland fylke i Norge, 
og ligger helt ude ved kysten af fylket. Ved kommunereformen i Norge 2020 blev den Flora lagt sammen med  Vågsøy til den nye kommune Kinn. Den grænser i nord til Bremanger og i øst til Gloppen og Naustdal. Syd for Førdefjorden ligger Askvoll.

## Demografisk udvikling
Indbyggere i Flora (i 1000)
- Mere om demografi i Flora Arkiveret 30. december 2006 hos  Wayback Machine

## Geografi
Flora er den næstfolkerigeste kommune i fylket, efter Førde. Kommunen strækker sig fra Ålfotbreen i øst til havet i vest. Her er en skærgård med et mylder af små og store øer og et indland med brusende elve, smukke fjeldtoppe og stille vande. Kommunen er et eldorado for naturoplevelser, sejlads, jagt og fiskeri.

### Byer
- Florø

### Øsamfund og landsbyer
- Nordre del: Årbrotet, Klauvene, Norddalsfjord (herunder: Norddal, Solheim, Midtbø, Sunndal og Grøndal), Bjørnset, Brandsøy.
- Midterste del: Eikefjord, Løkkebø, Barlindbotnen, Leversund, Grov, Sandvik, Nyttingnes, Steinhovden, Hopen, Svardal, Osen, Steindalen
- Søndre del: Stavang, Svortevik, Øvre Standal, Standal, Ausevika, Højdalane,
- Øysamfunn: Kinn, Rognaldsvåg, Svanøy, Stavøy, Askrova, Skorpa, Fanøy, Store-Batalden, Hovden, Nærøyane, Helgøy og Ålvora.

### Fjorde og vådområder
- Endestadvatnet
- Norddalsfjord

### Fjelde
Alle de højeste toppe rejser sig længst mod nordøst i Flora kommune. 
Længere sydpå i kommunen ligger Håsteinsmassivet og Skålefjell. Disse danner afslutningen på et sammenhængende fjeldområde som strækker sig helt fra Jotunheimen. 
- Blåbreen (1.385 m)
- Keipen (1.362 m)
- Plogen (1.357 m)
- Saga (1.318 m)
- Risebøra (1.233 m)
- Storebotsnipa (1.197 m)
- Steinheia (1.154 m)
- Egga (1.094 m)
- Haukåbøra (1.065 m)
- Indrehusbøra sør (1.062 m)
- Lassenipa (1.024 m)
- Blånipa (1.021 m)
- Svartebotsnipa (1.018 m)
- Midtbønipa (970 m)
- Håsteinen (965 m)
- Djupedalsnipa (962 m)
- Blånipa (952 m)
- Høydalsnipa (933 m)

## Erhvervsliv
I et halvt århundrede var det store skibsværft grundpillen i Flora-samfundet. Fra midten af 1980'erne har Florø været «oliebyen» med fylkets eneste base for olieindustrien. Florø by blev grundlagt i 1860, og var center for det eventyrlige sildefiskeri. I de senere år har Florø fået en central plads i norsk fiskeopdræt.

## Kendte floraværinger
- Kong Erik Blodøkse (ca. 895-954)
- Johan Ernst Welhaven Sars (1835-1917) historiker og politiker

## Fortidsminder

### Stakaldenæsset
Diabasgruberne er formentlig Norges ældste industrisamfund. På halvøen som stikker ud mellem Eikefjorden og Høydalsfjorden ligger Stakaldenæset, vest for Sundefjeldtunnelen. Her opdagede amatørarkæologen Svein Brandsøy i 1978 et stenbrud fra stenalderen. I en dyb rende som går tværs over næsset i 600 meters længde, fandt han rester efter grubedrift efter den grågrønne stenart diabas, som blev benyttet til redskaber af stenalderfolket. Både i selve gruben, ved stranden og andre steder har man fundet mængder af stenafslag og rester efter kasserede redskabsemner. Virksomheden har haft stort omfang, og kan med rette kaldes Norges første og længstlevende industrisamfund. 

### Ausevigen
Ausevika helleristningsfelt ligger på sydsiden af Høydalsfjorden.

## Andre seværdigheder i kommunen
- Kinnakirka
- Svanøgodset
- Barlindskogen i Barlindbotnen.